# Гіппонакс
Гіппонакс (дав.-гр. Ἱππῶναξ), або Гіппона́кт — давньогрецький поет другої половини VI ст.до н. е..

## Життєвий шлях
Відомостей про життя дуже мало. Народився в Ефесі в аристократичній родині. Тиран Афенагор вигнав його з батьківщини, можливо, через гострий характер опису правителів у ямбах Гіппонакта. Став жити в Клазоменах, де вів життя «злидаря і блазня», потерпав від бідності.

## Особливості творчості
Творча спадщина Гіппонакта нараховує близько 170 уривків, які дійшли до нас. Хоча відомо, що у XII ст. н. е. ще існували кілька збірок його творів.
Гіппонакт увів у ямбічний рядок новий рядок, тому цей рядок почали називати холіямбом («кульгавим» ямбом).
Суть холіямбу в тому, що шоста стопа була хореїчною, поряд з іншими п'ятьма ямбічними, це порушувало ритміку ямбічного вірша. Холіямбами користувалися пізніші поети: Герод, Бабрій, Леонід Тарентський.
У своїх творах він змальовує життя і побут міського низького соціального прошарку. Характерним для цих творів став відвертий натуралізм. В інших уривках можна знайти описи дрібних ремісників і представників дня соціальної ієрархії, які проводили свій час у шинках, по міських окраїнах, і які вирішували свої проблеми за допомогою бійок та сварок.
Мова фрагментів різнобарвна і наповнена жаргонізмами, діалектизмами і тогочасними арготизмами.
Потерпаючи від свого жебрацтва, Гіппонакт у своїх ямбах відверто звертається до богів і просить допомоги. Так у ямбі до Гермеса:
Як мерзну я на стужі, як тремчу дрібно.
Подай якусь свитину, ходаків пару.
А ще для Гіппонакта роздобудь спритно
З доріканням звертається до бога Плутоса, лає його:
І мовив: «На, небоже, тридцять мін срібних
I ще ось всяку всячину». Але — де там! —
В іншому ямбічному фрагменті Гіппонакт зображує ненажерливого аристократа, який збанкрутів, бо проїв своє багатство. Тепер колишній багач має важко працювати і їсти рабську їжу.
Гіппонакт писав пародії на героїчний епос, відверто і брутально піддаючи все сатирі. Використовуючи вуличну мову жебрацтва, він заперечує будь-які літературні норми. Його ямби грубі, деякі навіть сповнені прямих погроз «вибити око суперникові». Наведений вище фрагмент вірша зі звертанням до Гермеса також є пародійним. Тут перероблено високий стиль епосу і традиційне прохання до божества допомогти у великому звершенні чи оспівати подвиг героя (з «Іліади»: «Гнів оспівай, о богине, нащадка Пелея, Ахілла…»).
Є версія, що Гіппонактові належить пародія на поему Гомера «Одіссею».
Манера письма Гіппонакта імовірно могла стати основою для згрубілої і просторічної мови персонажів у давній аттичній комедії.